# František Axmann
František Axmann (* 31. ledna 1947) je český a československý bývalý politik Komunistické strany Československa, poslanec Sněmovny lidu Federálního shromáždění za normalizace. Po roce 1989 člen KSČM.

## Biografie
K roku 1986 se profesně uvádí jako předseda JZD.
Ve volbách roku 1986 zasedl za KSČ do Sněmovny lidu (volební obvod č. 125 – Šternberk, Severomoravský kraj). Ve Federálním shromáždění setrval do konce funkčního období, tedy do svobodných voleb roku 1990. Netýkal se ho proces kooptací do Federálního shromáždění po sametové revoluci.
V komunálních volbách roku 1998 kandidoval do zastupitelstva obce Náměšť na Hané za KSČM Ing. František Axmann ve věku 51 let, profesí podnikatel. Nebyl ale zvolen. V rejstříku podnikatelů je Ing. František Axmann narozený 31. ledna 1947 evidován v období 1993–2008, přičemž náplní jeho podnikatelské činnosti mělo být velkoobchod a maloobchod, koupě zboží za účelem jeho dalšího prodeje a prodej, provozování čerpacích stanic s palivy a mazivy aj.